# 2029 Біном
2029 Біном (2029 Binomi) — астероїд головного поясу, відкритий 11 вересня 1969 року.
Тіссеранів параметр щодо Юпітера — 3,541.